# Cleomedes (cráter)
Cleomedes es un prominente cráter lunar producido por el impacto de un asteroide localizado al noreste de la cara visible de la luna, al norte del Mare Crisium. Su diámetro es de 126 km.